# Juan Musso
Juan Agustín Musso (nascut el 6 de maig de 1994) és un futbolista professional argentí que juga com a porter a l'Atlètic de Madrid de La Liga, cedit per l'Atalanta de la Serie A, i la selecció argentina.

## Carrera de club
Musso es va formar al planter del Club de Regatas San Nicolás, abans d'anar cedit al Defensores de Belgrano de Villa Ramallo, amb el qual va guanyar el campionat local als 16 anys. A la final, va salvar tres dels cinc penals a la tanda.

### Racing Club
Musso va ser el tercer porter escollit durant el campionat de primera divisió Argentina 2014 del Racing Club, el primer títol de l'equip en 13 anys. Va fer el seu debut com a professional tres anys després, el 28 de maig de 2017, en una victòria a casa per 2-1 contra el San Lorenzo. Musso es va convertir en el porter de primera elecció de l'equip durant la primera divisió argentina 2017-18, en la qual el Racing va acabar en setena posició i es va classificar per a la Copa Sudamericana 2019.

### Udinese
L'estiu del 2018, Musso va ser fitxat per l'Udinese Calcio de la Sèrie A. Al llarg de la temporada, es va consolidar com a titular indiscutible i es va convertir en un dels jugadors clau de l'equip. En tres temporades, Musso va acumular un total de 102 aparicions a la lliga.

### Atalanta
El 2 de juliol de 2021, Musso va ser fitxat per l'Atalanta. El 22 de maig de 2024, va aconseguir el seu primer trofeu amb el club quan l'Atalanta va derrotar el Bayer Leverkusen per guanyar la UEFA Europa League.

#### Cessió a l'Atlètic de Madrid
El 27 d'agost de 2024, Musso va fitxar pel club de la Lliga Atlètic de Madrid amb una cessió durant tota la temporada per a la temporada 2024-25.

## Carrera internacional
Musso va néixer a l'Argentina i és d'origen italià, amb els dos passaports. Va formar part de la selecció de la selecció argentina sub-20 per al Campionat Sud-americà de futbol juvenil 2013.
El 26 de març de 2019, Musso va debutar amb la selecció argentina en un partit amistós contra el Marroc, arribant com a substitut al minut 67 d'Esteban Andrada. El mateix any, el 14 de juny, Musso va rebre una convocatòria tardana per a la Copa Amèrica 2019 per substituir el lesionat Andrada.

## Palmarès
Racing Club
- Primera Divisió Argentina: 2014 Transición

Atalanta
- UEFA Europa League: 2023–24[7]

Argentina
- Copa Amèrica: 2021[8]
- Superclásico de las Américas : 2019[9][10]

1. ↑  «Benvenuto Musso!» (en italià).   Atalanta BC, 02-07-2021.
2. ↑  «Welcome, Juan Musso!».   Atlético de Madrid, 27-08-2024. [Consulta: 27 agost 2024].
3. ↑  «Chi è Juan Musso» (en italià). Gazzetta del Fanta Calcio, 17-07-2018. Arxivat de l'original el 4 d’abril 2019. [Consulta: 5 novembre 2024].
4. ↑  «Argentina sub-20 2013 CONMEBOL Sudamericano Sub-20 Squad».   ESPN. [Consulta: 10 juny 2024].
5. ↑   «Correa fue Messi en Marruecos» (en castellà). , 26-03-2019.
6. ↑  «Parte médico d'Esteban Andrada».  AFA, 14-06-2019.
7. ↑  «Atalanta 3-0 Leverkusen: Lookman treble brings UEFA Europa League glory to Bergamo» (en anglès). UEFA.  Union of European Football Associations, 22-05-2024. [Consulta: 23 maig 2024].
8. ↑   , 11-07-2021.
9. ↑   (en castellà) , 15-11-2019.
10. ↑   , 15-11-2019.